# Organo della chiesa di San Michele Arcangelo a Castiglione d'Otranto

## Descrizione

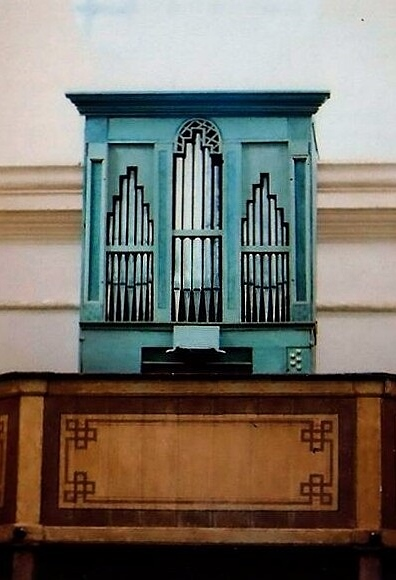
Organo Vincenzo De Micheli

L'organo è situato nella chiesa madre della parrocchia "San Michele Arcangelo" in Castiglione d'Otranto. Si tratta di un organo di scuola pugliese attribuibile senz’altro al maestro organaro magliese Vincenzo De Micheli e quindi databile alla seconda metà dell’ottocento, ma il maestro riutilizzò un consistente numero di canne e parti lignee di un organo più antico, settecentesco. Il lavoro di restauro ha posto in luce alcuni elementi decorativi, con motivi floreali, di origine settecentesca rinvenuti all’interno dello strumento in tavole di riuso, sotto la pedaliera e dietro il pannello amovibile della consolle. Purtroppo, per questa sua collocazione, la decorazione che illustra steli di fiori che hanno petali rossi simili ai fiori di garofano, non può essere ammirata.
L’organo anticamente non era posizionato dov’è ora, ma dietro l’altar maggiore, sulla parte alta dell’abside con una cantoria in stile cui si accedeva dalla sagrestia. Sotto l’organo era situato il coro ligneo, che andò distrutto nel 1994. Questo stato di cose viene già descritto nelle risposte ad un questionario per la Visita Pastorale inviato dal parroco dell’epoca don Giuseppe Contaldo all’arcivescovo di Otranto mons. Caiazzo nel 1874: "vi è annessa sacrestia, coro, con organo sopra il coro.
A memoria di anziani ormai scomparsi, l’organo rimase lì fino ai primi anni del secolo XX, poi, forse sotto la reggenza del parroco Giuseppe Miali, probabilmente per mettere in risalto la statua del protettore, Sant’Antonio, che fu posizionata proprio al posto dell’organo antico fino al 1963, anno in cui fu abbattuta l’antica cantoria ed aperto il finestrone attualmente istoriato con l'immagine di Cristo Risorto, l’organo fu traslato all’ingresso della chiesa nella controfacciata e fu necessario edificare una nuova cantoria, molto semplice e lineare, appunto quella attuale. Nello smontaggio della cassa per il restauro si è rinvenuta una scritta in lapis “Poggiardo” e “1908” probabilmente il luogo di provenienza della maestranza e la data della traslazione dell’organo".

## Scheda tecnica
Facciata di 19 canne disposte su tre cuspidi (7/5/7) dal Mi2; labbro sup. “a mitra”.
Tastiera di 45 tasti (Do1-Do5 con prima ottava corta); coperture dei diatonici in bosso e dei cromatici in noce tinto.
Pedaliera “a leggio” di 8 tasti (Do1-Si).
Registri azionati da pomelli di ottone su due colonne (5+2) a destra della tastiera: Principale (Sempre inserito fino Mib2), Ottava (Do1 e Re1 inseribile con pannello principale), Decimaquinta, Decimanona, Vigesimaseconda, Voce Umana (da Si2), Flauto VIII (da Do2). Somiere maestro “a tiro” con 45 ventilabri e con 7 stecche così corrispondenti ai registri a partire dal davanti: 1 Principale, 2 Voce Umana, 3 VIII, 4 Flauto in VIII, 5 XV, 6 XIX, 7 XXII.
Crivello in abete con bocche nelle canne sottostanti. Canne: in stagno quelle in facciata; in piombo le metalliche interne; in abete le prime 12 del principale e le prime 8 dell’Ottava; tappate le prime 4 lignee del principale; a cuspide in piombo quelle del Flauto VIII. Pressione del vento calcolata: mm 43 in colonna d’acqua. Temperamento: mesotonico.